# Скандал (фильм, 1989)
«Скандал» (англ. Scandal) — британский кинофильм режиссёра Майкла Кейтон-Джонса в драматическом жанре, снятый в 1989 году.

## Сюжет
Фильм основан на реальных событиях (так называемом «Деле Профьюмо»). Джон Профьюмо (Иэн Маккеллен) был в начале 60-х годов XX века военным министром Великобритании и вынужден был уйти в отставку в связи с обнародованием его связей с девушкой по вызову Кристин Килер (Джоан Уолли-Килмер), которая, как выяснилось, поддерживала связь также с Евгением Ивановым, военно-морским атташе Советского Союза в Лондоне.

## В ролях
- Джон Хёрт — Стивен Уорд
- Джоанн Уолли-Килмер — Кристин Килер
- Бриджит Фонда — Мэнди Райс-Дэвис
- Иэн Маккеллен — Джон Профьюмо
- Лесли Филлипс — лорд Билл Астор
- Бритт Экланд — Мариэлла Новотны
- Йерун Краббе — Евгений Иванов
- Оливер Форд Дэвис — мистер Вудс, британский разведчик из MI5
- Дэниэл Мэсси — Мервин Гриффит-Джонс
- Дебора Грант — Валери Хобсон